# خط أنابيب البلطيق
خط أنابيب البلطيق (بالإنجليزية: Baltic Pipe)‏؛ هو خط أنابيب لنقل الغاز الطبيعي النرويجي من بحر الشمال إلى بولندا عبر الدنمارك، تبلغ طاقته الاستيعابية عشرة مليارات متر مكعب من الغاز سنويًا. يعد المشروع ذا بنية تحتية إستراتيجية لإنشاء ممر جديد لإمداد الغاز إلى الاتحاد الأوروبي. يدار ويطور المشروع من قبل الشركة الوطنية الدنماركية «إنرجينت» (بالدنماركية: Energinet)‏ المسؤولة عن تشغيل قطاع الغاز والكهرباء في الدنمارك، والشركة البولندية «غاز سيستم» (بالإنجليزية: Gaz-System)‏ المسؤولة عن تشغيل قطاع الغاز في بولندا. اعترف بخط أنابيب البلطيق مشروعًا ذي اهتمام مشترك للاتحاد الأوروبي. وقد دشن رسميًا في 27 سبتمبر 2022.